# Federico Cesi (cardenal)
Federico Cesi (Roma, 1 de julio de 1500 - ibid, 28 de enero de 1565) fue un prelado italiano, obispo y cardenal.

## Biografía

### Familia
Nacido en el seno de la noble familia Cesi, su abuelo Pietro Cesi y sus tíos Pierdonato y Cesare habían sido senadores en Roma, y su otro tío Bartolomeo, obispo de Narni;  Federico fue hijo de Angelo Cesi († 1528), que fue secretario del papa Julio II y abogado consistorial de gran reputación, y de Franceschina Cardoli († 1518), que era sobrina del célebre condotiero Gattamelata. Tuvo por hermanos a Paolo Emilio, que fue cardenal; Massimiliano Ottavio, obispo de Cervia; Firmina, monja franciscana; Clemente, secretario apostólico; Ludovico Vespasiano, abad de San Angelo; Gian Giacomo, clérigo y condotiero; Virginia, Nicolosa y Brigida, sin contar otros más que murieron en la infancia.

### Carrera eclesiástica
Gracias a la influencia de su hermano Paolo Emilio, en 1523 fue nombrado obispo de Todi, en 1526 abad comendatario de Santa Maria di Chiaravalle y algunos años después, custodio de la Cancillería apostólica.  En 1534, tras la muerte de su otro hermano Ottavio, Federico le sucedió como clérigo de cámara.
El papa Paulo III le nombró cardenal en el consistorio de diciembre de 1544, con título de San Pancracio.  
Fue administrador de las diócesis de Cervia (1545), 
Caserta (1549-52), Vulturara y Montecorvino (1550-51) y Cremona (1551-60).  
Camarlengo del Colegio Cardenalicio en 1555, optó sucesivamente por las sedes de Santa Prisca (1557), Palestrina (1557), Frascati (1562) y Porto y Santa Rufina (1564) y fue vicedecano del Colegio Cardenalicio.  
Participó en el cónclave de 1549-50 en que fue elegido papa Julio III y en el de abril de 1555 en que lo fue Marcelo II; no pudo hallarse en el de mayo del mismo año en que lo fue Paulo IV por hallarse enfermo, pero sí estuvo presente en el de 1559, en el que recibió algunos votos, aunque finalmente fue elegido Pío IV. 
Poseedor de unas rentas eclesiásticas holgadas, se destacó en el patrocinio de varias obras arquitectónicas y artísticas, entre ellas la reedificación de la iglesia de Santa Caterina dei Funari y del hospicio anexo, que fueron diseñados por Guidetto Guidetti; fundó en Santa Maria della Pace una capilla para enterrar a sus padres cuyo proyecto encargó a Antonio da Sangallo, 
y encargó a Guglielmo della Porta la construcción de su monumento fúnebre y el de su hermano Paolo Emilio en Santa María la Mayor.  
En su palacio romano, cerca de porta Cavalleggeri, reunió una interesante colección de estatuas antiguas, que fue dispersa tras la muerte de su sobrino nieto el cardenal Bartolomeo Cesi.
Fallecido en 1565 a los 64 años de edad, fue sepultado inicialmente en la iglesia de Santa Caterina dei Funari, desde donde posteriormente sus restos fueron trasladados a la capilla familiar de la Basílica de Santa María la Mayor.